# Rudłowo
Rudłowo (deutsch Rodelshöfen) ist ein polnisches Dorf, das zur Landgemeinde Braniewo in der Woiwodschaft Ermland-Masuren gehört.

## Geografische Lage
Rudłowo liegt 1,3 Kilometer südöstlich des Stadtzentrums von Braniewo (Braunsberg) und unweit des westlichen Ufers des Flusses Passarge. Das Stadtzentrum ist über die Moniuszki-Straße zu erreichen. Das Dorf grenzt im Süden und Südosten an landwirtschaftliche Flächen, im Nordosten liegt der Stadtwald von Braniewo. Die Grenze zur russischen Oblast Kaliningrad (Königsberger Gebiet) ist etwa neun Kilometer entfernt.

## Geschichte

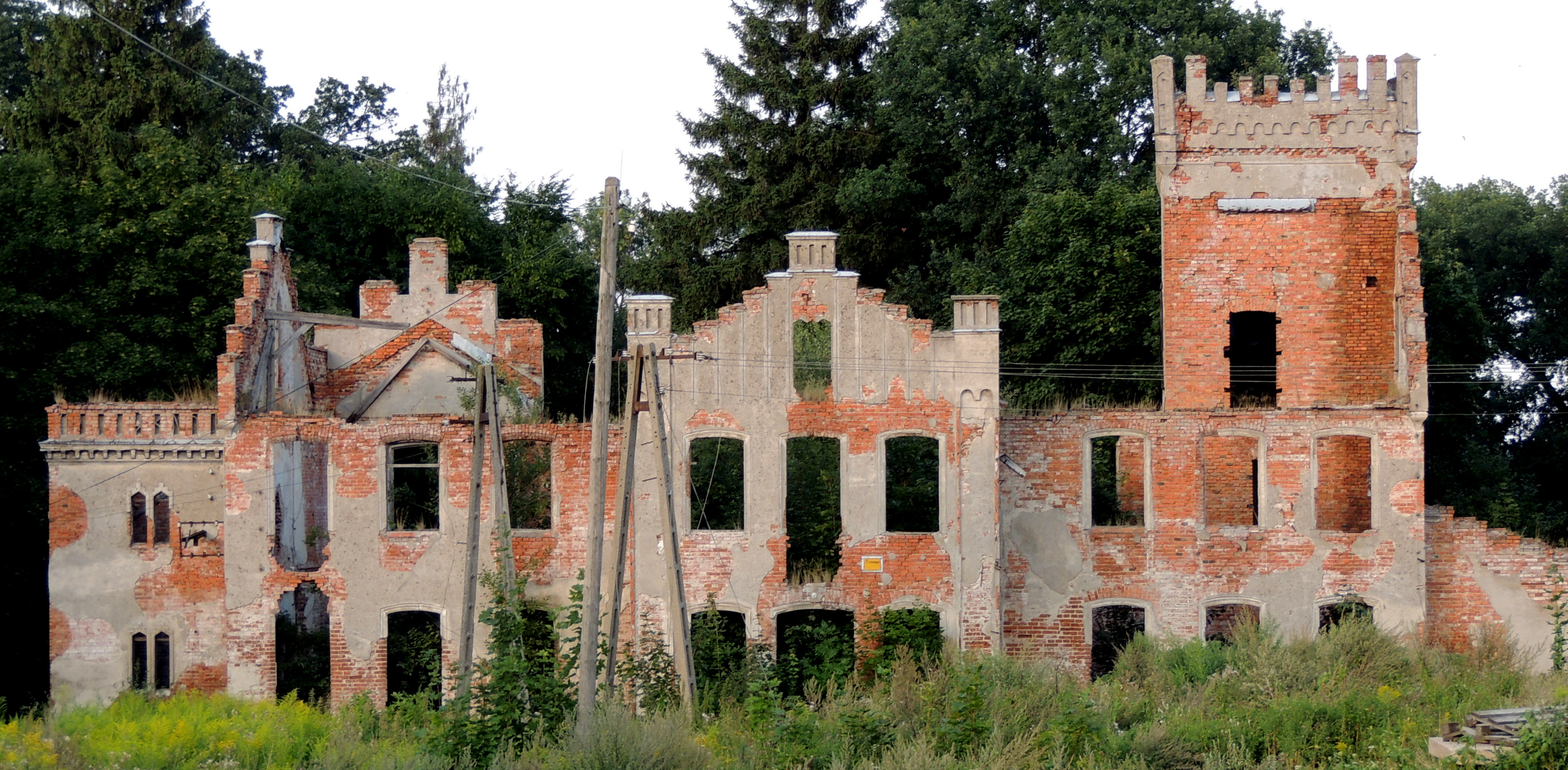
Die Schlossruine in Rudłowo, gegenwärtiges Aussehen

Die Geschichte Rudłowos ist geprägt durch das deutsche Rittergut Rodelshöfen. Dieses bestand seit dem 14. Jahrhundert und lag zu dieser Zeit im Machtbereich des Deutschen Ordens. Als 1712 das erste Gutsschloss errichtet wurde, gehörte Rodelshöfen bereits zum Königreich Preußen, dem späteren Ostpreußen. 1865 nahm der Rittergutsbesitzer Gramsch, dessen Familie lange auf Gut Rodelshöfen herrschte, umfangreiche Umbauten am ursprünglich romanischen Schloss vor. Es entstand ein zweigeschossiger neugotischer Bau, dem an der Südflanke ein über drei Stockwerke reichender Turm angefügt wurde. Die Frontfassade schmückte ein Mittelrisalit, auch an den Giebelwänden wurden Risalite errichtet. Auffällig waren die kunstvoll verzierten Bogenfenster und Treppengiebel. Eine große Aussichtsterrasse führte zum Schlosspark, der bis an das Ufer der Passarge reichte.
Im Zuge der preußischen Verwaltungsreform von 1815 wurde Rodelshöfen zum 1. Februar 1818 in den neu gebildeten Kreis Braunsberg eingegliedert. Als 1874 innerhalb der Kreise die Amtsbezirke eingerichtet wurden, kam der administrativ selbständige Gutsbezirk Rodelshöfen zum Amtsbezirk Schillgehnen. Zu diesem Zeitpunkt hatte das Rittergut eine Größe von 433 ha, davon waren 228 ha Schafweide und 137 ha Acker. Neben der Land- und Viehwirtschaft unterhielt das Gut eine dampfbetriebene Ziegelei. 1910 zählten zum Gutsbezirk 137 Einwohner. Mit Wirkung vom 30. September 1928 wurde der Gutsbezirk aufgelöst und in die Stadt Braunsberg eingegliedert.
Letzter deutscher Gutsbesitzer war Otto Gramsch, der das Gut Anfang des 20. Jahrhunderts übernommen hatte. Am Ende des Zweiten Weltkrieges wurde die Region Braunsberg im März 1945 von der Roten Armee erobert. Zuvor war bereits der größte Teil der deutschen Bevölkerung geflohen. Noch im selben Jahr wurde das südliche Ostpreußen, darunter auch Braunsberg, unter polnische Verwaltung gestellt. Rodelshöfen wurde in Rudłowo umbenannt. Die sowjetische Geheimpolizei GPU richtete dort zeitweilig ein Lager ein. Nach der politischen Neugliederung Polens kam Rudłowo zunächst zur Woiwodschaft Danzig. Im Dorf wurde ein Staatsgut eingerichtet, die Ziegelei wurde 1958 stillgelegt. 2007 hatte Rudłowo 300 Einwohner. Das Gutsschloss blieb ungenutzt und verfiel zur Ruine. Mit Stand 2012 wird das Dorf administrativ verwaltet durch die Woiwodschaft Ermland-Masuren, liegt im Landkreis Braniewski und gehört zur Landgemeinde Braniewo. Eigentümerin der Schlossruine ist die staatliche Agentur für landwirtschaftliches Eigentum AWRSP.